# Anthus brevirostris
La cachirla puneña, bisbita puneña o bailarín puneño (Anthus brevirostris) es una especie de ave paseriforme del género Anthus, ubicado en la familia de los motacílidos. Habita en valles y estepas áridas en el altiplano andino del centro-oeste de Sudamérica.

## Taxonomía
Descripción original
Esta especie fue descrita originalmente en el año 1874 por el zoólogo polaco Władysław (Ladislaus) Taczanowski, con el mismo nombre científico.
Localidad tipo
La localidad tipo referida es: “Junín (en el departamento homónimo), Perú central”. La descripción de la especie se realizó sobre tres especímenes colectados a fines de junio de 1872.
Etimología
Etimológicamente, el término genérico Anthus deriva de la palabra en el idioma griego anthos, un nombre empleado por Aristóteles, en su obra “Historia de los animales”, con el cual identificó a un pájaro de pequeño tamaño, tal vez refiriéndose a la lavandera cascadeña (Motacilla cinerea). El epíteto específico brevirostris se construye con palabras en latín, en donde: brevis significa ‘corto’ y rostrum es ‘pico’.
Historia taxonómica y relaciones filogenéticas
Por largo tiempo fue tratado como una subespecie de Anthus furcatus (es decir: Anthus furcatus brevirostris). 
En el año 2018, sobre la base de análisis vocales y filogenéticos multilocus (ND2, ACOI9, MB, FGB5), Paul Van Els y Heraldo V. Norambuena separaron a este taxón de Anthus furcatus y lo elevaron desde la categoría subespecífica a la consideración de especie plena. Según este estudio, la división entre ambos ocurrió aproximadamente hace 1 a 1,5 Ma. Ambos son taxones hermanos, pero la divergencia genética entre ellos es profunda (alrededor del 2,6 %) la que está a la par con la distancia entre otros taxones neotropicales de este género y que son considerados especies independientes. Respecto a sus vocalizaciones, si bien son sintácticamente similares, son consistentemente diferentes en varios rasgos.

## Distribución y hábitat
Anthus brevirostris está geográficamente aislada de A. furcatus, ya que esta última habita en pastizales de tierras bajas mientras que A. brevirostris lo hace en pastizales con arbustos y áreas de pasto corto en zonas áridas, a elevada altitud en el altiplano andino del centro y sur del Perú, oeste de Bolivia, norte de Chile y noroeste de la Argentina. Sus geonemias podrían llegar a superponerse en forma altitudinal solo en la provincia argentina de Tucumán.